# Stempel (motordel)
 For alternative betydninger, se Stempel. (Se også artikler, som begynder med Stempel)
Et stempel er en af de vigtigste dele i flere kraftmaskiner og pumper. Stemplet bevæger sig op og ned (eller frem og tilbage) i en cylinder.

## Forbrændingsmotor
Et eller flere stempler indgår i en forbrændingsmotor. Stemplet kører op og ned inde i cylinderen, hvor det i enten to takter eller fire takter trækker en blanding af luft og brændstof ind, komprimerer blandingen, skubbes tilbage af forbrændingen og skubber udstødningsgasserne fra forbrændingen ud af cylinderen. Denne cyklus af fire takter kaldes også for Otto cyklussen. Den første mand der brugte denne 4-takts motor i en bil, var den tyske ingeniør, Nikolaus Otto, heraf navnet.
Stemplet har gerne to stempelringe siddende rundt om stemplet som sørger for at stemplet lukker næsten helt tæt inde i cylinderen som gør der på den ene side kan løbe olie under stemplet og på cylinderens vægge mens stemplet er i top. Stempelringene trækker olien væk fra cylinderen mens stemplet køre ned ad igen, og den olie som sidder på cylinderen smør stemplet og cylinderen som så glider nemmere op og ned samt smør cylinder som gør at den ikke bliver ridset så hurtigt.
Stempler er lavet så det kan modstå tryk en vej fra, nemlig forbrændingskammeret. Hvis en stempelring går i stykker i motoren vil motoren få olie ind i forbrændingskammeret, og derved bruge olien som skal smøre motoren og den vil ose blåt ud af udstødningen.

## Dampmaskine
I stempeldampmaskiner anvendes også stempler. De er oftest beregnet til at tage tryk fra skiftevis den ene og den anden side under maskinens gang. Da de ikke udsættes for forbrænding, anvendes der en pakning anbragt i en drejet fordybning langs stemplets rand i stedet for stempelringe. Pakningen slutter tættere end stempelringe. Denne pakning holdes på plads af en junkring. Pakningen kan være af hampegarn fyldt med talg eller en metallisk pakning af støbejern, der er ganske kompliceret for at kunne sluttet tæt.

## Stirlingmotor
Også i stirlingmotoren anvendes stempler. De skal fungere som arbejdsstempler og som gasfortrængerstempler. Ved en bestemt type stirlingmotor er de placeret koaksialt.  

## Pumper
Stempler finder også anvendelse i stempelpumper. Disse pumper kan opnå et højt tryk, men flytter gerne mindre mængder luft eller væske end f.eks. centrifugalpumper. Stemplet i en gammeldags vandpumpe eller en cykelpumpe er gerne fremstillet af læder, der på grund af sin fleksibilitet også fungerer som tætning mellem stempel og cylinder.

## Fyrtøj
Det er muligt at lave et fyrtøj ved at komprimere luften i en mindre beholder med et stempel. Hvis kompressionen bliver tilstrækkelig stor, kan den antænde letfængelige materialer kaldet tønder (fyrsvamp eller trøsket træ). Princippet er det samme som i dieselmotoren.